# De Havilland DH.66 Hercules
Die De Havilland DH.66 Hercules war ein dreimotoriges Verkehrsflugzeug des britischen Herstellers de Havilland Aircraft Company aus den 1920er Jahren.

## Geschichte
Die DH.66 Hercules entstand im Auftrag der Imperial Airways, die den Luftpostdienst der Royal Air Force zwischen Kairo und Bagdad übernommen hatte. Im Gegensatz zur bisher eingesetzten DH.10 konnte das neue Flugzeug zusätzlich zur Post sieben Passagiere befördern. Als Nachteil erwiesen sich die geringe Geschwindigkeit und die hohen Betriebskosten.
Der Prototyp bestritt seinen Erstflug am 30. September 1926. Imperial Airways erwarb zunächst fünf Maschinen. Der erste Linienflug begann am 27. Dezember 1926 in Croydon und erreichte Delhi am 8. Januar 1927.
Eine für vierzehn Fluggäste ausgelegte Version entstand für West Australian Airways, die ihre DH.50 durch ein größeres Flugzeug ersetzen wollte. Am 2. Juni 1927 flog das neue Modell erstmals zwischen Perth und Adelaide. Zwei der vier Flugzeuge wurden später an Imperial Airways verkauft, das drei Maschinen durch Abstürze verloren hatte. Zuvor hatte Imperial zwei weitere Hercules bei de Havilland bestellt.
Nach einem weiteren Absturz stellte Imperial Airways die verbliebenen DH.66 im Dezember 1935 außer Dienst. Drei Flugzeuge erwarben die südafrikanische Luftstreitkräfte. Die letzte in Australien verbliebene Maschine wurde 1942 durch Kriegseinwirkung zerstört.

## Konstruktion
Die Hercules war als Doppeldecker ausgelegt und besaß ein Dreifachleitwerk sowie ein Spornradfahrwerk. Der Rumpf bestand aus einem stoffbespannten Stahlrohrrahmen, die Kabine war innen mit Sperrholz verkleidet. Als Antrieb dienten drei Sternmotoren Bristol Jupiter VI.

## Betreiber
Australien
- West Australian Airways

 Südafrikanische Union
- South African Air Force

 Vereinigtes Königreich
- Imperial Airways

## Technische Daten

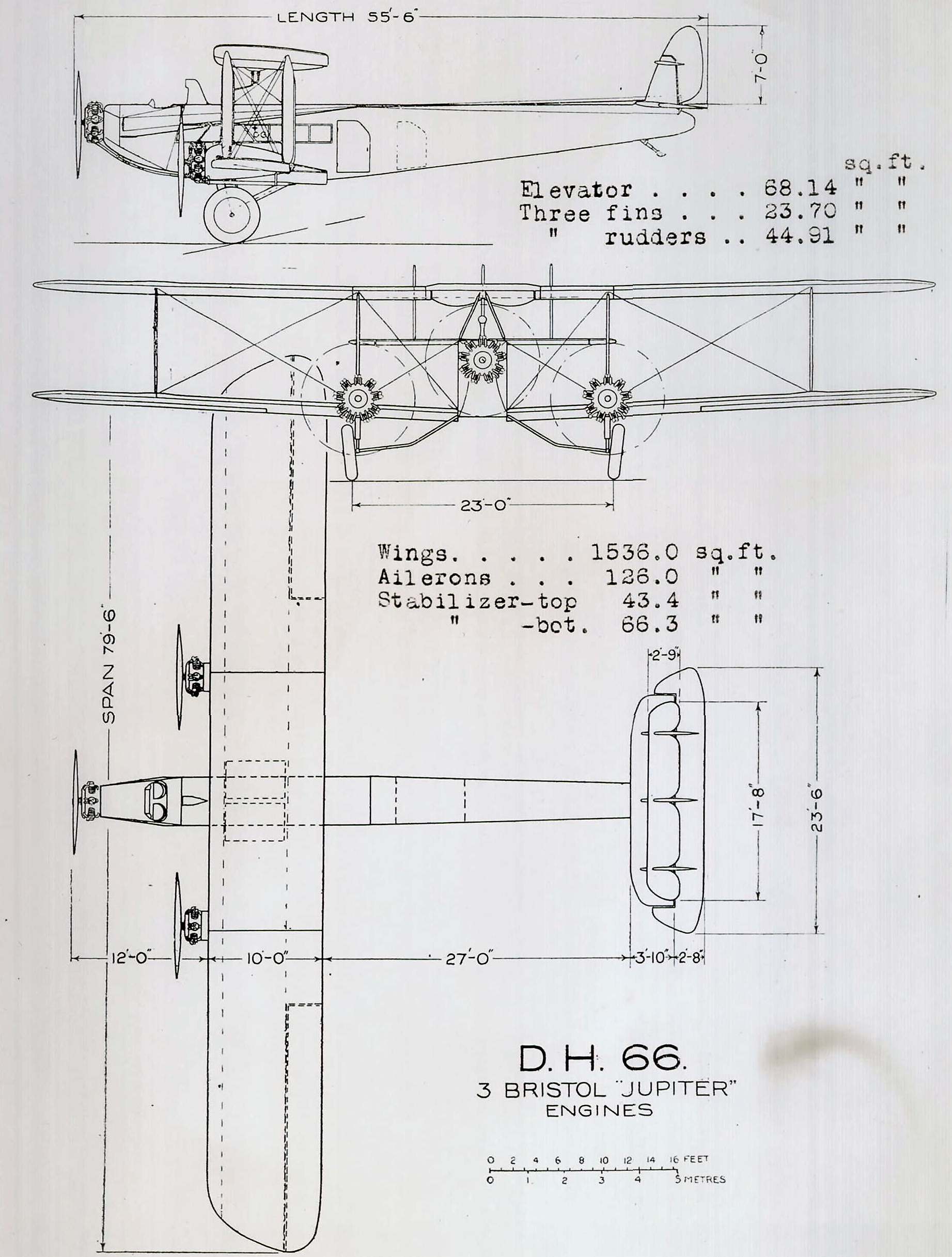
Dreiseitenriss

| Kenngröße             | Daten                                                         |
| --------------------- | ------------------------------------------------------------- |
| Besatzung             | 3                                                             |
| Passagiere            | 7–8                                                           |
| Länge                 | 17,08 m                                                       |
| Spannweite            | 24,24 m                                                       |
| Höhe                  | 5,56 m                                                        |
| Flügelfläche          | 143,7 m²                                                      |
| Leermasse             | 4.110 kg                                                      |
| Startmasse            | 7.076 kg                                                      |
| Höchstgeschwindigkeit | 208 km/h                                                      |
| Dienstgipfelhöhe      | 3.990 m                                                       |
| Reichweite            | 845 km                                                        |
| Triebwerke            | drei 9-Zylinder-Sternmotoren Bristol Jupiter VI mit je 313 kW |